# Аэропорт (станция метро, Кливленд)
Междунаро́дный аэропо́рт Кли́вленда (англ. Cleveland Hopkins International Airport) — конечная станция Красной линии Кливлендского метрополитена, находящаяся в районе зоны выдачи багажа Международного аэропорта Кливленда Хопкинс.

## История
Станция была открыта 15 ноября 1968 года по завершении строительства дополнительного участка Красной линии Кливлендского метрополитена, протянувшегося на шесть километров к западу от станции «Западный Парк». С вводом в эксплуатацию станции метро Кливленд стал первым в западном полушарии городом, соединённым со своим главным аэропортом посредством линии скоростного метрополитена. В 1994 году на станции Международный аэропорт Кливленда проводились работы по её обновлению и модернизации, общая стоимость которых составила 1,9 миллионов долларов США.
В конце 1990-х годов управляющая кливлендским метрополитеном компания RTA Rapid Transit рассматривала проект дальнейшего развития Красной линии метро Кливленда до города Берея.. Проект был представлен в нескольких вариантах, первый из которых предусматривал строительство ветки от станции Аэропорт через автодорогу SR 237 и выставочный центр I-X Center в деловой центр Берея. Во втором из основных вариантов предлагалось строительство продолжения Красной линии от станции «Брукпарк» через «I-X Center» также в деловой центр города Берея, при этом данный вариант предполагал, что в будущем при расширении территории аэропортового комплекса появится необходимость строительства ещё одного пункта остановки за станцией Аэропорт. Несмотря на большие преимущества предложенных проектов, они не получили одобрения со стороны Координационного агентства по развитию территории Северо-Восточного Огайо, которое посчитало, что данные проекты обойдутся казне слишком дорого и в дальнейшем не смогут привлечь достаточное для их окупаемости количество пассажиров.